# William Lister
William Lister (ur. prawdopodobnie 1882, zm. 1900) – brytyjski piłkarz wodny, pierwotnie uznawany za uczestnika Letnich Igrzysk Olimpijskich 1900 w Paryżu.
Podczas igrzysk olimpijskich w Paryżu złoty medal w turnieju piłki wodnej zdobyła  drużyna Osborne Swimming Club. Oficjalny raport olimpijski uwzględnia Listera w składzie drużyny zwycięskiej, jednak historycy twierdzą, że zginął dwa tygodnie przed rozpoczęciem igrzysk, podczas wojny burskiej.
Międzynarodowy Komitet Olimpijski umieszcza Listera w bazie olimpijczyków, ale bez żadnych danych o uczestnictwie w igrzyskach, natomiast nie wymienia go w składzie drużyn uczestniczących w turnieju piłki wodnej.